# آر-۵ پوبدا
آر-۵ پوبدا (انگلیسی: R-5 Pobeda; روسی: Побе́да؛ ت.ت. 'پیروزی') یک موشک بالستیک جبهه‌ای بود که توسط اتحاد جماهیر شوروی در طول جنگ سرد توسعه یافت.
آر-۵ در اصل نسخهٔ توسعه‌یافتهٔ اوکی‌بی-۱ به‌عنوان یک موشک تک‌مرحله‌ای با کلاهک جداشدنی بود. آر-۵ام یک موشک با کلاهک هسته‌ای – نخستین موشک هسته‌ای که توسط اتحاد جماهیر شوروی رونمایی شد – با محموله و وزن بیشتر، اما اطمینان‌پذیری بیشتر نسبت به نسل قبلی خود بود. آر-۵ام به اتحاد جماهیر شوروی توانایی هدف قرار دادن بسیاری از اهداف استراتژیک در اروپا را می‌داد. آر-۵ام در ۲۱ مهٔ ۱۹۵۶ وارد خدمت شد (بازنشسته‌شده در ۱۹۶۷) و در سال ۱۹۵۹ در فوگلسانگ، زهدنیک و فورستنبرگ/هاول در آلمان شرقی – نخستین پایگاه‌های موشکی هسته‌ای شوروی در خارج از اتحاد جماهیر شوروی – نصب شد.
تا پایان سال ۱۹۵۶، از ۲۴ پرتابگر این موشک رونمایی شد و در مجموع ۴۸ پرتابگر تا پایان سال ۱۹۵۷ به تولید رسید؛ تا آن زمان حدود ۲۰۰ فروند از این موشک نیز ساخته شد. آر-۵ام در تیپ‌های دارای شش پرتابگر در هر کدام یا هنگ‌های دارای چهار پرتابگر در هر کدام عرضه شد. واحد میدانی اصلی این موشک برابر با یک لشکر بود که هر کدام دارای دو باتری با یک پرتابگر بودند. تیپ‌ها و هنگ‌ها در کاپوستین یار، کالینینگراد، آلمان شرقی (از ژانویه تا سپتامبر ۱۹۵۹)، استان ولگوگراد در لیتوانی، خاور دور روسیه و اوکراین مستقر شدند.
موشک آ-۵، علاوه بر این نامی مستعار برای موشک هوا به هوای کی-۵ نیز بود.

## اپراتورها
- اتحاد جماهیر شوروی
  - ارتش شوروی